# Chapareia pinima
Chapareia pinima là một loài bọ cánh cứng trong họ Cerambycidae.